# Barbara Jankowska
Barbara Jankowska (ur. 22 sierpnia 1975) – polska ekonomistka, rektorka Uniwersytetu Ekonomicznego w Poznaniu.

## Życiorys
Barbara Jankowska w latach 1994–1999 studiowała międzynarodowe stosunki gospodarcze i polityczne na Akademii Ekonomicznej w Poznaniu, uzyskując tytuł magistra ekonomii. Tamże w 2003 obroniła napisaną pod kierunkiem Mariana Goryni rozprawę doktorską Międzynarodowa konkurencyjność polskiej branży budowlanej. W 2012 tamże habilitowała się dziedzinie nauk ekonomicznych, dyscyplina ekonomia, specjalność biznes międzynarodowy, przedstawiwszy dzieło Koopetycja w klastrach kreatywnych. Przyczynek do teorii regulacji w gospodarce rynkowej. W 2020 uzyskała tytuł profesora nauk społecznych.
Od 2002 związana zawodowo z macierzystą uczelnią, gdzie w 2015 została kierowniczką Katedry Konkurencyjności Międzynarodowej. Rektorka Uniwersytetu Ekonomicznego w kadencji 2024–2028.
Jej zainteresowania naukowe obejmują takie zagadnienia jak: bezpośrednie inwestycje zagraniczne, sprawność innowacyjna przedsiębiorstw międzynarodowych, międzynarodowa konkurencyjność i umiędzynarodowienie przedsiębiorstw oraz branż, klastry gospodarcze.
Członkini m.in.: Polskiego Towarzystwa Ekonomicznego oraz Academy of International Business oraz Komitetu Nauk Ekonomicznych Polskiej Akademii Nauk (kadencja 2024–2027).